# 카라급 순양함
카라급 순양함은 냉전 당시 소련의 방공순양함 개념으로 개발된 순양함으로 설계 계획 이름은  Project 1134B Berkut B - Беркут Б (Golden Eagle)이었다. 

## 레이다

### MR-600 3차원 대공 레이다
최대 탐지거리 370km의 3차원 대공 레이다다. 전투기 목표물을 200km에서 탐지할 수 있으며, 대형 폭격기는 330km에서 탐지할 수 있다. 

## 같이 보기
- 고르쉬코프급 호위함
- 우달로이급 순양함
- 소브레메니급 순양함